# Perasia dissocians
Perasia dissocians är en fjärilsart som beskrevs av Druce. Perasia dissocians ingår i släktet Perasia och familjen nattflyn. Inga underarter finns listade i Catalogue of Life.